# Emil Schreiner
Emil Theodor Schreiner, född den 26 november 1831 i Kristiania, död där den 15 november 1910, var en norsk skolman.
Schreiner var rektor 1872-77 i Skien, 1877-94 i Drammen och 1894-1907 vid Kristiania katedralskola. Han var ledamot av den kungliga kommittén angående de högre läroverken, vilken 1890-93 förberedde skollagen av den 27 juli 1896. 
Hans Latinsk sproglære til skolebrug (1871) avlöste J.N. Madvigs och blev allenarådande i Norges läroverk, tills latinet som obligatorium genom ovannämnda skollag avskaffades. Tillsammans med Jan Christian Johanssen och Marius Nygaard utarbetade han Latinsk ordbog (1887).